# لاسلو بينتر
لاسلو بينتر هو لاعب كرة قدم مجري في مركز الدفاع، ولد في 6 ديسمبر 1983 في سولنوك في المجر. لعب مع Szolnoki MÁV FC ‏.